# Célula delta
As células delta (células-δ) ou células D são células produtoras de somatostatina, que se encontram nas paredes do estômago e intestino, nos ilhéus de Langerhans do pâncreas.

## Patologia
Um tumor de células delta é chamado de "somatostatinoma".